# Wiesen (Gemeinde Friesach)

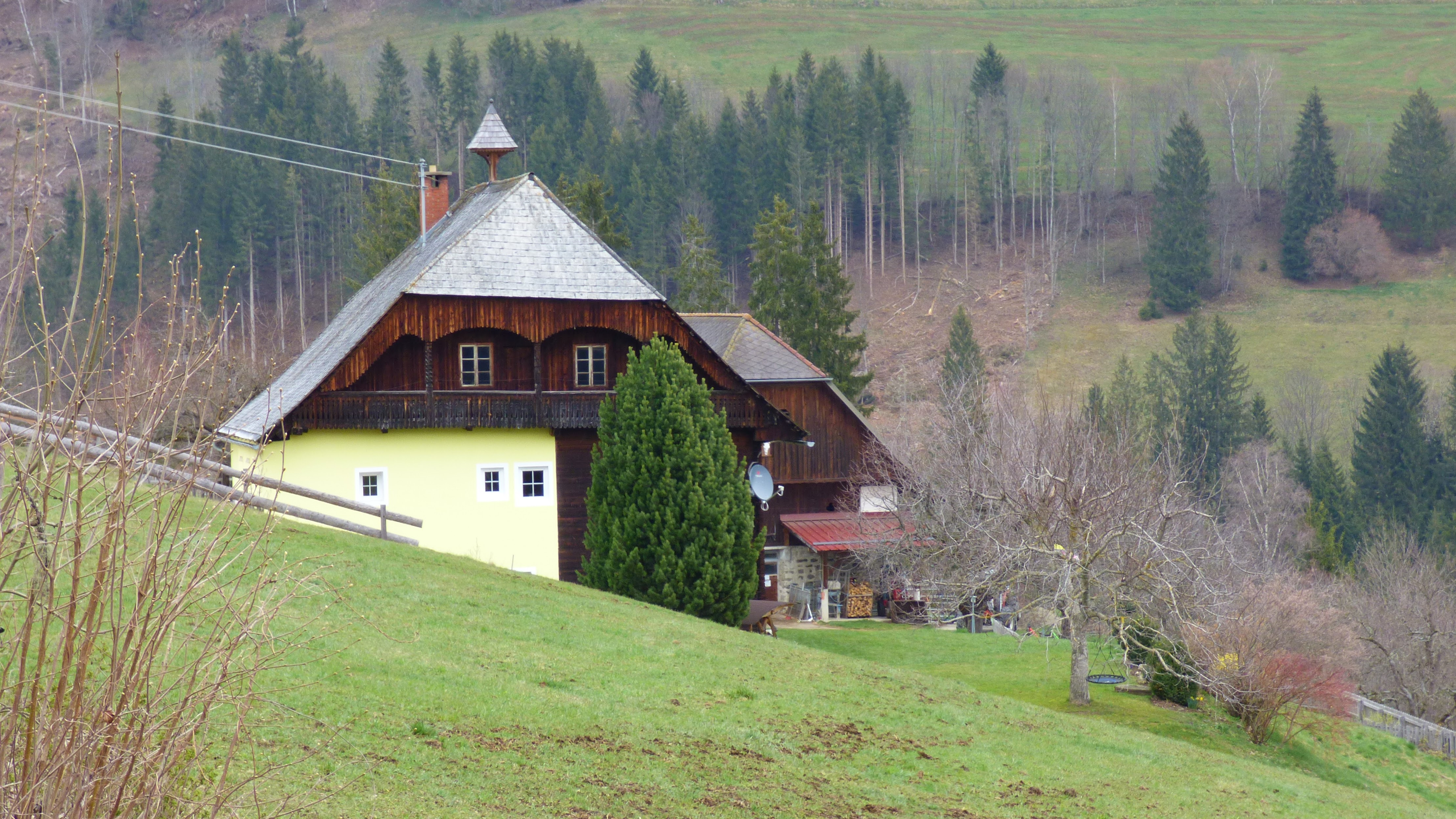
Hof Wieser, Wiesen Nr. 1

Wiesen ist eine Ortschaft in der Gemeinde Friesach im Bezirk Sankt Veit an der Glan in Kärnten (Österreich). Die Ortschaft hat 11 Einwohner (Stand 1. Jänner 2024). Sie liegt auf dem Gebiet der Katastralgemeinde St. Salvator.

## Lage
Die Ortschaft liegt im Nordwesten der Gemeinde Friesach, in den Metnitzer Alpen, etwa 5 km westlich von St. Salvator, an den rechtsseitigen Hängen im Tal des Moserwinklbachs nahe dem Talausgang, oberhalb von Schloss Staudachhof. Die zur Ortschaft gehörenden Höfe Wieser (Haus Nr. 1), Sieghard/Sichardt (Nr. 2) und Hubmann (Nr. 3) liegen auf einer Seehöhe von etwa 900 bis 1000 m.

## Geschichte
Auf dem Gebiet der Steuergemeinde St. Salvator liegend, gehörte Wiesen in der ersten Hälfte des 19. Jahrhunderts zum Steuerbezirk Dürnstein. Bei Gründung der Ortsgemeinden in Verbindung mit den Verwaltungsreformen Mitte des 19. Jahrhunderts kam Wiesen an die Gemeinde St. Salvator. Seit der Gemeindestrukturreform von 1973 gehört der Ort zur Gemeinde Friesach.

## Bevölkerungsentwicklung
Für die Ortschaft ermittelte man folgende Einwohnerzahlen:
- 1869: 3 Häuser, 30 Einwohner[2]
- 1880: 5 Häuser, 23 Einwohner[3]
- 1890: 3 Häuser, 30 Einwohner[4]
- 1900: 3 Häuser, 30 Einwohner[5]
- 1910: 4 Häuser, 35 Einwohner[6]
- 1923: 4 Häuser, 34 Einwohner[7]
- 1934: 24 Einwohner[8]
- 1961: 5 Häuser, 20 Einwohner[9]
- 2001: 3 Gebäude (davon 2 mit Hauptwohnsitz) mit 2 Wohnungen; 11 Einwohner und 0 Nebenwohnsitzfälle; 2 Haushalte; 0 Arbeitsstätten, 2 land- und forstwirtschaftliche Betriebe[10]
- 2011: 2 Gebäude, 11 Einwohner, 3 Haushalte 1 Arbeitsstätte[11]
- 2021: 2 Gebäude, 11 Einwohner, 3 Haushalte, 2 Arbeitsstätten[12]